# Zoo (métro léger de Francfort)
Pour les articles homonymes, voir Zoo.
Zoo est une station des lignes : U6 et U7 du métro léger de Francfort. Elle est située à dans le quartier d'Ostend de la ville de Francfort-sur-le-Main.

## À proximité
- Zoo de Francfort-sur-le-Main